# Растон (Луїзіана)
Растон (англ. Ruston) — місто (англ. city) в США, в окрузі Лінкольн штату Луїзіана. Населення — 22 166 осіб (2020).

## Географія
Растон розташований за координатами 32°31′59″ пн. ш. 92°38′7″ зх. д. / 32.53306° пн. ш. 92.63528° зх. д. (32.532986, -92.635327). За даними Бюро перепису населення США в 2010 році місто мало площу 54,17 км², з яких 53,99 км² — суходіл та 0,18 км² — водойми.

### Клімат
| Клімат : Растон         | Клімат : Растон | Клімат : Растон | Клімат : Растон | Клімат : Растон | Клімат : Растон | Клімат : Растон | Клімат : Растон | Клімат : Растон | Клімат : Растон | Клімат : Растон | Клімат : Растон | Клімат : Растон | Клімат : Растон |
| Показник                | Січ.            | Лют.            | Бер.            | Квіт.           | Трав.           | Черв.           | Лип.            | Серп.           | Вер.            | Жовт.           | Лист.           | Груд.           | Рік             |
| Середній максимум, °C   | 12,7            | 14,9            | 19,4            | 23,8            | 27,7            | 31,3            | 33,1            | 33,3            | 30,0            | 24,5            | 18,9            | 13,7            | 23,6            |
| Середня температура, °C | 6,6             | 8,6             | 12,7            | 17,1            | 21,6            | 25,3            | 27,0            | 26,9            | 23,4            | 17,7            | 12,4            | 7,6             | 17,2            |
| Середній мінімум, °C    | 0,4             | 2,3             | 6,0             | 10,3            | 15,4            | 19,3            | 20,9            | 20,6            | 16,9            | 10,9            | 5,9             | 1,6             | 10,9            |
| Норма опадів, мм        | 130             | 134             | 125             | 114             | 131             | 114             | 86              | 82              | 83              | 124             | 126             | 142             | 1392            |
| Днів з опадами          | 10,5            | 9,9             | 9,9             | 8,0             | 9,2             | 9,5             | 8,6             | 7,6             | 6,8             | 8,5             | 8,8             | 10,2            | 107,5           |
| ----------------------- | --------------- | --------------- | --------------- | --------------- | --------------- | --------------- | --------------- | --------------- | --------------- | --------------- | --------------- | --------------- | --------------- |

## Демографія
Згідно з переписом 2010 року, у місті мешкало 21 859 осіб у 8626 домогосподарствах у складі 4304 родин. Густота населення становила 404 особи/км². Було 9275 помешкань (171/км²).
Расовий склад населення:
| - 52,3 % — білих - 42,0 % — чорних або афроамериканців - 3,2 % — азіатів - 0,2 % — корінних американців - 1,1 % — осіб інших рас |

До двох чи більше рас належало 1,2 %. Частка іспаномовних становила 2,3 % від усіх жителів.
За віковим діапазоном населення розподілялося таким чином: 19,1 % — особи молодші 18 років, 70,4 % — особи у віці 18—64 років, 10,5 % — особи у віці 65 років та старші. Медіана віку мешканця становила 24,7 року. На 100 осіб жіночої статі у місті припадало 97,4 чоловіків; на 100 жінок у віці від 18 років та старших — 95,5 чоловіків також старших 18 років.
Середній дохід на одне домашнє господарство становив 43 235 доларів США (медіана — 28 560), а середній дохід на одну сім'ю — 62 015 доларів (медіана — 44 587). Медіана доходів становила 35 298 доларів для чоловіків та 27 037 доларів для жінок. За межею бідності перебувало 39,1 % осіб, у тому числі 34,6 % дітей у віці до 18 років та 13,0 % осіб у віці 65 років та старших.
Цивільне працевлаштоване населення становило 9691 особа. Основні галузі зайнятості: освіта, охорона здоров'я та соціальна допомога — 40,5 %, мистецтво, розваги та відпочинок — 13,0 %, роздрібна торгівля — 11,8 %.